# Élections régionales de 2004 dans les Pays de la Loire
Pour un article plus général, voir Élections régionales françaises de 2004.
Les élections régionales ont eu lieu les 21 et 28 mars 2004.

## Mode d'élection
Le mode de scrutin est fixé par le code électoral. Il précise que les conseillers régionaux sont élus tous les six ans.
Les conseillers régionaux sont élus dans chaque région au scrutin de liste à deux tours sans adjonction ni suppression de noms et sans modification de l'ordre de présentation. Chaque liste est constituée d'autant de sections qu'il y a de départements dans la région.
Si une liste a recueilli la majorité absolue des suffrages exprimés au premier tour, le quart des sièges lui est attribué. Le reste est réparti à la proportionnelle suivant la règle de la plus forte moyenne. Une liste ayant obtenu moins de 5 % des suffrages exprimés ne peut se voir attribuer un siège.
Sinon on procède à un second tour où peuvent se présenter les listes ayant obtenu 10 % des suffrages exprimés. La composition de ces listes peut être modifiée pour comprendre les candidats ayant figuré au premier tour sur d’autres listes, sous réserve que celles-ci aient obtenu au premier tour au moins 5 % des suffrages exprimés et ne se présentent pas au second tour. À l’issue du second tour, les sièges sont répartis de la même façon.
Les sièges étant attribués à chaque liste, on effectue ensuite la répartition entre les sections départementales, au prorata des voix obtenues par la liste dans chaque département.

## Têtes de liste
| Tête de liste régionale | Tête de liste régionale | Parti |
| ----------------------- | ----------------------- | ----- |
|                         | Yves Cheere             | LO    |
|                         | Jacques Auxiette        | PS    |
|                         | Jean Arthuis            | UDF   |
|                         | François Fillon         | UMP   |
|                         | Samuel Maréchal         | FN    |
|                         | Paul Petitdidier        | MNR   |

## Résultats
|                |                  |                  |              |              |             |             |        |        |
| Tête de liste  | Tête de liste    | Liste            | Premier tour | Premier tour | Second tour | Second tour | Sièges | Sièges |
| Tête de liste  | Tête de liste    | Liste            | #            | %            | #           | %           | #      | %      |
|                | Jacques Auxiette | PS-PCF-Verts-PRG | 518 475      | 37,20        | 762 618     | 52,35       | 60     | 65,5   |
|                | François Fillon* | UMP-MPF          | 450 560      | 32,33        | 693 993     | 47,65       | 33     | 34,5   |
|                | Jean Arthuis     | UDF              | 169 252      | 12,14        | 693 993     | 47,65       | 33     | 34,5   |
|                | Samuel Maréchal  | FN               | 135 390      | 9,71         |             |             |        |        |
|                | Yves Cheere      | LO-LCR           | 84 567       | 6,07         |             |             |        |        |
|                | Paul Petitdidier | MNR              | 35 475       | 2,55         |             |             |        |        |
|                |                  |                  |              |              |             |             |        |        |
| Inscrits       | Inscrits         | Inscrits         | 2 396 563    | 100,00       | 2 396 096   | 100,00      |        |        |
| Abstentions    | Abstentions      | Abstentions      | 913 807      | 38,13        | 866 835     | 36,18       |        |        |
| Votants        | Votants          | Votants          | 1 482 756    | 61,87        | 1 529 261   | 63,82       |        |        |
| Blancs et nuls | Blancs et nuls   | Blancs et nuls   | 89 037       | 6,00         | 72 646      | 4,75        |        |        |
| Exprimés       | Exprimés         | Exprimés         | 1 393 719    | 94,00        | 1 456 615   | 95,25       |        |        |